# Carlos Ceacero
 (novembre 2023).
La mise en forme du texte ne suit pas les recommandations de Wikipédia : il faut le « wikifier ».
Les points d'amélioration suivants sont les cas les plus fréquents :
- Les titres sont pré-formatés par le logiciel. Ils ne sont ni en capitales, ni en gras.
- Le texte ne doit pas être écrit en capitales (les noms de famille non plus), ni en gras, ni en italique, ni en « petit »…
- Le gras n'est utilisé que pour surligner le titre de l'article dans l'introduction, une seule fois.
- L'italique est rarement utilisé : mots en langue étrangère, titres d'œuvres, noms de bateaux, etc.
- Les citations ne sont pas en italique mais en corps de texte normal. Elles sont entourées par des guillemets français : « et ».
- Les listes à puces sont à éviter, des paragraphes rédigés étant largement préférés. Les tableaux sont à réserver à la présentation de données structurées (résultats, etc.).
- Les appels de note de bas de page (petits chiffres en exposant, introduits par l'outil «  Source ») sont à placer entre la fin de phrase et le point final[comme ça].
- Les liens internes (vers d'autres articles de Wikipédia) sont à choisir avec parcimonie. Créez des liens vers des articles approfondissant le sujet. Les termes génériques sans rapport avec le sujet sont à éviter, ainsi que les répétitions de liens vers un même terme.
- Les liens externes sont à placer uniquement dans une section « Liens externes », à la fin de l'article. Ces liens sont à choisir avec parcimonie suivant les règles définies. Si un lien sert de source à l'article, son insertion dans le texte est à faire par les notes de bas de page.
- La présentation des références doit suivre les conventions bibliographiques. Il est recommandé d'utiliser les modèles {{Ouvrage}}, {{Chapitre}}, {{Article}}, {{Lien web}} et/ou {{Bibliographie}}. Le mode d'édition visuel peut mettre en forme automatiquement les références.
- Insérer une infobox (cadre d'informations à droite) n'est pas obligatoire pour parachever la mise en page.

Pour une aide détaillée, merci de consulter Aide:Wikification.
Si vous pensez que ces points ont été résolus, vous pouvez retirer ce bandeau et améliorer la mise en forme d'un autre article.
Carlos Ceacero, né en 1978 en Andalousie, est un réalisateur et scénariste espagnol.

## Biographie
Diplômé de l'Escuela de Cine et Audiovisuel de Madrid (ECAM) en scénario, il a également une maitrise en communication audiovisuelle de l'Universidad Complutense et de l'Université Paris 8. Carlos Ceacero a débuté ses activités dans le milieu de la production  et du spectacle en Espagne, en travaillent en tant qu'acteur de séries télévisées. 
En Uruguay, où il a habité pendant six ans, il développe plusieurs projets audiovisuels, il travaille comme analyste de scénario et se consacre à l’enseignement du cinéma en qualité de professeur d'écriture de scénario, de réalisation et montage. 
En poursuivant son activité en tant que réalisateur de courts métrages, Carlos Ceacero a été sélectionné pendant deux années consécutives en tant que artiste résident par la section artistique de la prestigieuse institution franco-espagnole Casa de Velázquez. Dans ce cadre, en 2008 il a  été récompensé par le prix Georges Wildenstein de l'Académie des Beaux-Arts de l'Institut de France en faisant partie de la 77-ême promotion. En 2008, il participa au Berlinale Talent Campus.
Carlos Ceacero a écrit, produit et réalisé les courts métrages : En el Fondo (2001) ; Cerrojos (2004), El hoyo (2006), Retrato de mujer blanca con navaja (2008), Todos los trenes van a París (2010) ; et le documentaire Una inmensa prisión (2005).
Il vit actuellement[Quand ?] en France.

## Filmographie

### Courts métrages
- En el Fondo (2001)
- Cerrojos (2004)
- El hoyo (2006)
- Retrato de mujer blanca con navaja (2008)
- Todos los trenes van a París (2010)

### Documentaires
- Una inmensa prisión (2005)

## Distinctions
Prix Georges Wildenstein de l'Académie des Beaux-Arts